# Наумов, Пётр Дмитриевич
Наумов Петр Дмитриевич (~1836 — 1878) — российский военный деятель, полковник.
Из дворян. Православный. Получил образование во 2-м Московском кадетском корпусе(1850—1855, 2-й выпуск), откуда был выпущен в лейб-гвардии Волынский полк с прикомандированием к Михайловскому артиллерийскому училищу. Однако его обучение в офицерских классах Михайловского училища, преобразованных 30.08.1855 в Михайловскую артиллерийскую академию, завершилось уже год спустя — он был выпущен оттуда до окончания курса и назначен 22.06.1865 г. в Пажеский корпус офицером-воспитателем, а затем (1867) и ротным командиром в чине штабс-капитана, затем — капитана гвардии . Свою службу в Пажеском корпусе он закончил 13.04.1871 г. и, получив чин подполковника, был назначен начальником Виленского пехотного юнкерского училища (24.05.1871—14.12.1877); летом 1872 года он был произведён в полковники. 
К 1876 году имел ордена Св. Владимира 4-й ст. (1876), Св. Анны 2-й ст., Св. Анны 3-й ст., Св. Анны 4-й ст. с надписью «За храбрость», Св. Станислава 2-й ст., а также им. медали в память войны 1853—1856 гг. и усмирения польского мятежа 1863—1864 гг.
14.12.1877 г. П. Д. Наумов был назначен командиром вернувшегося с театра военных действий русско-турецкой войны 144-го пехотного Каширского полка. 